# Dubitatio (schimmelgeslacht)
Dubitatio is een monotypisch geslacht van schimmels uit de klasse Dothideomycetes. Het bevat alleen Dubitatio dubitationum.